# Zelotes fallax
Zelotes fallax är en spindelart som beskrevs av Tatiana Konstantinovna Tuneva och Sergei L. Esyunin 2003. Zelotes fallax ingår i släktet Zelotes och familjen plattbuksspindlar. Inga underarter finns listade i Catalogue of Life.